# Дзинцу (лёгкий крейсер)
Дзинцу (яп. 神通) — японский лёгкий крейсер, второй из серии крейсеров типа «Сэндай». Служил в императорском флоте Японии во время Второй мировой войны. Назван в честь реки Дзиндзу, протекающей в префектурах Тояма и Гифу в центре Японии. Участник морских сражений Второй мировой войны на Филиппинах, в Яванском море и у атолла Мидуэй. 13 июля 1943 года в битве при Коломбангара был обнаружен американскими крейсерами в ходе ночного рейда и потоплен. Флагманский корабль флотилии эсминцев.

## Предыстория
Крейсера типа «Сэндай» строились в Японии в рамках программы «восемь-восемь»: первый корабль планировалось принять на вооружение в 1921 году, однако Вашингтонское морское соглашение привело к отмене строительства сначала последних четырёх крейсеров данного типа, а потом и четвёртого крейсера. Японский флот в итоге решил сконцентрироваться на строительстве тяжёлых крейсеров.

## Характеристики
Лёгкие крейсера типа «Сэндай» были дальнейшим продолжением серии лёгких крейсеров «Нагара» водоизмещением 5500 т, сохраняя похожий внешний вид, энергетическую установку и вооружение. Их котлы, однако, располагались более удачно: у них было 4 паровых турбины, а не 3, что давало более высокую скорость 35 узлов. «Сэндай» и «Дзинцу» можно было узнать по носу с наклонным форштевнем, а у достроенной в конце «Наки» был нос с развалом бортов, более характерный для тяжёлых крейсеров.
У каждого корабля на носу был ангар для взлёта гидросамолётов, однако до установки специальной катапульты в 1929 году ни один подобный крейсер гидросамолёты не перевозил. Позже катапульту убрали, а между 1934 и 1937 годами катапульту установили на задней палубе. Вооружением были семь 140-мм корабельных орудий Тип 3 с защитными щитами, два 76-мм корабельных орудия Тип 41 без щитов и два 13,2-мм зенитные пулемёты Тип 93. Торпедное вооружение — восемь торпед Тип 93 в четырёх сдвоенных торпедных аппаратах, позже были сделаны два счетверённых аппарата. Броня — 64 мм для броневого пояса и 29 мм для броневой палубы.

## Служба

### Начало службы
«Дзинцу» заложен 4 августа 1922 года на стапелях судостроительной верфи «Кавасаки» в Кобе, спущен на воду 8 декабря 1923 года и завершён 21 июля 1925 года. 24 августа 1927 года во время учений у маяка Дзицосаки в префектуре Симане случайно протаранил и затопил эсминец «Вараби». Капитан крейсера Кэйдзи Мицусиро совершил самоубийство. Крейсер пришлось отбуксировать в военно-морской арсенал Майдзуру для крупномасштабного ремонта 5 сентября: нос с наклонным форштевнем заменили на нос с развалом бортов.
В 1928 году «Дзинцу» был назначен прикрывать высадку японцев в провинцию Шаньдун после Цзиняньского инцидента, позже стоял в порту Циндао. В 1929—1937 годах патрулировал китайское побережье, обеспечивая с 1937 года после начала войны высадку японских войск. С 1 по 15 декабря 1938 года капитаном корабля был Райдзо Танака.

### Начало войны на Тихом океане
26 ноября 1941 года «Дзинцу» был назначен флагманским кораблём 2-й эскадры эсминцев в составе Филиппинской группы контр-адмирала Райдзо Танаки Южного флота при 3-м японском флоте. На момент нападения на Перл-Харбор крейсер покинул свой порт в Палау и участвовал в высадке на Минданао, сопровождая транспортные суда с личным составом 16-й дивизии и 1-м отрядом Курэ морской пехоты для высадки на Давао, Легаспи и Холо. После захвата Филиппин крейсер вошёл в состав Голландско-Ост-Индской группы контр-адмирала Кюдзи Кубо вместе с 15-м и 16-м дивизионами эсминцев.

### Битва в Яванском море
9 января 1942 года «Дзинцу» покинул Давао для подготовки ко вторжению на Целебеш, сопровождая транспортные корабли с личным составом 1-го смешанного отряда Сасебо морской пехоты. 17 января разведывательный самолёт Kawanishi E7K2, запущенный с борта «Дзинцу», сбил нидерландский бомбардировщик Lockheed Hudson около Манадо, но не успел вернуться и сам был сбит. В начале февраля того же года «Дзинцу» был включён в состав сил, направленных на захват Амбона, Тимора и восточной части Явы. 20 февраля у острова Алор предпринял неудачную попытку атаковать американскую подлодку «Пикерел».
27 февраля 1942 года в ходе сражения в Яванском море с японской стороны были задействованы «Дзинцу» и эсминцы из двух дивизионов (7-й дивизион — «Усио», «Садзанами», «Ямакадзэ» и «Кавакадзэ»; 16-й дивизион — «Юкикадзэ», «Токицукадзэ», «Амацукадзэ» и «Хацукадзэ»), а также тяжёлые крейсеры «Нати» и «Хагуро», лёгкий крейсер «Нака» и эсминец «Инадзума». Их противниками были объединённые силы под командованием контр-адмирала Карела Доормана, куда входили лёгкий крейсер «Де Рёйтер» (флагманский корабль), «Ява» и «Перт», тяжёлые крейсеры «Эксетер» и «Хьюстон», эсминцы нового образца «Электра», «Энкаунтер», «Джупайтер», «Кортенар», «Витте де Витт» и эсминцы старого образца «Олден», «Джон Д. Эдвардс», «Джон Д. Форд» и «Пол Джонс».
С бортов крейсеров «Дзинцу», «Нака» и «Нати» взлетели гидросамолёты, которые сообщили координаты кораблей Доормана экипажам японских кораблей. В 17:27 «Дзинцу» выпустил восемь торпед торпед Тип 93, направленных на голландские суда, а всего было выпущено 72 торпеды, но ни одна не попала в цель. В итоге для уничтожения вражеских кораблей пришлось привлекать другое вооружение, а «Дзинцу» в бою уничтожил эсминец «Электра». В марте крейсер вернулся в Японию на ремонт в Куре, но после рейда Дулиттла на Японские острова был брошен в погоню за американской авианосной группой, не увенчавшуюся успехом. В мае после месяца учений во Внутреннем Японском море крейсер отправился к Сайпану, войдя в состав Мидуэйских сил и получив задание сопровождать транспортные суда и танкеры. 3 июня, в разгар Мидуэйского сражения, на крейсер сбросили бомбы девять бомбардировщиков B-17 Flying Fortress, а позже на конвой напали торпедоносцы PBY Catalina. Один танкер был повреждён в результате попадания торпеды, но «Дзинцу» вернулся к островам Трук и через Гуам в Японию неповреждённым. В июле после реорганизации Императорского флота «Дзинцу» вошёл в 8-й флот вице-адмирала Гунъити Микавы. После высадки американцев в августе на Гуадалканале «Дзинцу» с остановкой на архипелаге Трук отправился к Соломоновым островам.

### Кампания на Соломоновых островах
16 августа 1942 года «Дзинцу» покинул Трук, направляясь с подкреплениями на Гуадалканал. 20 августа войска высадились, однако легко вооружённые японцы не смогли захватить Хендерсон-Филд. Контр-адмирал Танака получил сигнал от штаба 11-го воздушного флота вице-адмирала Нисидзо Цукахары с призывом развернуться и уйти на север, чтобы избежать встречи с американской оперативной группой, однако тут же из штаба 8-го флота вице-адмирала Гунъити Микавы пришёл приказ изменить курс на 250 градусов вест-зюйд-вест. В связи с тем, что вышестоящий офицер зоны и его личный командир отдавали противоречащие друг другу приказы, а радиосвязь не позволяла связаться с кем-либо из штаба, Танака решил взять курс 320 градусов вест-норд-вест (190 морских миль или 352 км к югу от Гуадалканала). 20 самолётов из воздушной армии «Кактус», взлетевшие с борта авианосца «Лонг-Айленд», прибыли для обороны американских позиций на Гуадалканале. В ответ на это адмирал Исороку Ямамото приказал 3-му флоту вице-адмирала Тюити Нагумо поддержать адмирала Танаку на «Дзинцу». Из 3-го флота на помощь должны были подойти авианосцы «Сёкаку», «Дзуйкаку» и «Рюдзё», линейные крейсеры «Хиэй» и «Кирисима», крейсеры «Кумано», «Судзуя», «Тикума», «Тонэ» и «Нагара» и ещё три эсминца.
23 августа в 200 морских милях (370 км) к северу от Гуадалканала конвой контр-адмирала Танаки был обнаружен «летающей лодкой» PBY Catalina. В 8:30 Танака получил сообщение из штаба 8-го флота от вице-адмирала Микавы с указаниями следовать на север, чтобы избежать встречи с американцами. В 14:30 из штаба 11-го воздушного флота вице-адмирала Цукахары пришёл приказ высадить на следующий день личный состав в Гуадалканале. Снова Танака вынужден был выбирать из двух взаимоисключающих приказов, но ответил, что исполнить приказ не может, поскольку некоторые его корабли шли слишком медленно. 24 августа завязалось морское сражение у восточных Соломоновых островов: «Дзинцу» встретился с «Рюдзё», и с борта авианосца были произведены два воздушных налёта на аэродром Хендерсон-Филд, однако сам японский авианосец после налёта авиации с борта «Саратоги» затонул: четыре бомбы и торпеда разрушили оболочку судна, и в правую часть машинного отделения хлынула вода, что и привело к затоплению авианосца. 25 августа в 150 морских милях (278 км) к северу от Гуадалканала шесть пикирующих бомбардировщиков SBD Dauntless Корпуса морской пехоты США напали на конвой «Дзинцу», потопив один транспорт и повредив другой. Бомба массой 227 кг попала в крейсер, пробив его палубу — возник пожар, а передние погреба боеприпасов были затоплены. Погибли 24 члена экипажа, адмирал Танака был ранен. Флагманским кораблём стал эсминец «Кагэро», а «Дзинцу» ушёл на Шортлендские острова, откуда выбрался на Трук, где встал на ремонт, проводимый экипажем судна «Акаси». В октябре корабль вернулся в Японию, где на него установили два 25-мм зенитных орудия Тип 96. Ремонт завершился 8 января 1943 года.

### Битва при Коломбангара
16 января 1943 года «Дзинцу» стал флагманским кораблём 2-й эскадры эсминцев и покинул Куре, направившись в сторону островов Трук. Ему был дан приказ эвакуировать остатки японских войск с Гуадалканала, что крейсер выполнил успешно. В июле он сделал несколько перевозок войск в треугольнике Трук — Рой-Намур — Кваджалейн. 13 июля 1943 года в 3:30 «Дзинцу» в разгар битвы при Коломбангара вышел из Рабаула как флагманское судно соединения контр-адмирала Сюндзи Исаки — туда входили эсминцы «Юкикадзэ», «Хамакадзэ», «Югурэ», «Микадзуки» и «Киёнами», а также транспортные эсминцы «Сацуки», «Минадзуки», «Юнаги» и «Мацукадзэ» с 1200 человек на борту. Соединение должно было укрепить японские позиции на острове Коломбангара (архипелаг Соломоновых островов). По прибытии на позицию радар «Дзинцу» обнаружил приближение союзного флота.
К японцам приближались крейсеры «Гонолулу», «Сент-Луис» и «Леандр» и 10 эсминцев: «Ральф Тэлбот», «Мори», «Гуин», «Вудворт», «Бьюкенен», «Рэдфорд», «Дженкинс», «Николас», «О’Бэннон» и «Тейлор». Исаки приказал ночью выпустить торпеды: японскими эсминцами и крейсерами была выпущена 31 торпеда Тип 93, а «Дзинцу» включил свои прожектора, чтобы подсветить цели. Это действие стало роковым: союзные крейсера открыли огонь, и 10 выстрелов 152-мм снарядами пробили оболочку и привели к воспламенению судна. Погибли контр-адмирал Исак и капитан Сато, а спустя некоторое время торпеда угодила в правый борт «Дзинцу» прямо в машинное отделение. Хотя капитан эсминца «Юкикадзэ» Цзендзиро Симай принял командование японским флотом и нанёс контрудар, потопив эсминец «Гуин» и повредив крейсеры «Леандр» и «Сент-Луис», крейсер «Дзинцу» раскололся на две части и в 23:48 затонул. На борт подлодки I-180 был принят 21 человек, ещё несколько человек подобрали американцы. Всего погибло 482 человека. 10 сентября 1943 года «Дзинцу» был исключён из списка Императорского флота.

## Наши дни
26 апреля 2019 года исследовательское судно «Петрел», принадлежащее Полу Аллену, обнаружило останки крейсера «Дзинцу» в заливе Кула у побережья Соломоновых островов. Как было установлено, обломки находятся на глубине 900 м, нос завален налево, корма — направо.